# Ґостинь-Лобеський
Ґостинь-Лобеський (пол. Gostyń Łobeski, нім. Justin) — село в Польщі, у гміні Плоти Ґрифицького повіту Західнопоморського воєводства.
Населення — 98 осіб (2011).
У 1975-1998 роках село належало до Щецинського воєводства.

## Демографія
Демографічна структура станом на 31 березня 2011 року:
|          | Загалом | Допрацездатний вік | Працездатний вік | Постпрацездатний вік |
| -------- | ------- | ------------------ | ---------------- | -------------------- |
| Чоловіки | 52      | 16                 | 33               | 3                    |
| Жінки    | 46      | 14                 | 25               | 7                    |
| Разом    | 98      | 30                 | 58               | 10                   |